# Петров, Игорь Георгиевич (футболист)
И́горь Гео́ргиевич Петро́в (20 февраля 1927 — 20 декабря 1983, Москва) — советский футболист, нападающий.
Воспитанник юношеской команды «Трудовые резервы» Москва, играл за клуб во второй группе в 1946—1948 годах. В 1949—1953 годах выступал за московский «Локомотив», в чемпионате СССР в 1949—1950, 1952—1953 годах сыграл 71 матч, забил 17 голов. Забивал хет-трики в матчах против «Трудовых резервов» Фрунзе 21 мая 1951 (7:0) и «Динамо» Тбилиси 12 мая 1953 (4:2).